# 三江府
三江府，是明代交阯承宣布政使司下轄的一個府，明永樂五年六月癸未（1407年7月5日）置三江府。治所在麻溪县（今越南北部富寿省红河右岸锦溪县）。宣德二年（1427年）以后地入安南。
領三州：洮江州下辖山围县、麻溪县、清波县、夏华县，宣江州下辖东栏县、西栏县、虎岩县，沱江州下辖陇拔县、古农县。

明代交阯承宣布政使司

## 沿革
- 明永樂五年六月癸未（1407年7月5日）置三江府，領州三縣九。
- 永樂六年（1408年）十月，废除山围县、陇拔县、东栏县，領州三縣六。
- 永樂十三年八月二十三日丁亥（1415年9月25日），废除虎岩县，領州三縣五。
- 永樂十七年九月十三日乙卯（1419年10月2日），废除麻溪县、清波县、西栏县、古农县，領州三縣一。
- 宣德二年（1427年）十一月，明军撤退，废除三江府。